# Contre-la-montre féminin aux championnats d'Europe de cyclisme sur route 2017
Le contre-la-montre féminin des championnats d'Europe de cyclisme sur route 2017 a lieu le 3 août 2017 à Herning, au Danemark. Il est remporté par la Néerlandaise Ellen van Dijk.

## Récit de la course
Le parcours très rectiligne d'Herning sied parfaitement à la vainqueur sortante Ellen van Dijk qui peut exprimer sa puissance. Elle relègue sa plus proche concurrente à près d'une minute. Ann-Sophie Duyck obtient la médaille d'argent, tandis qu'Anna van der Breggen complète le podium.

## Classement
| \| Classement général \| Classement général \| Classement général \| Classement général \| Classement général \| \| Coureuse \| Coureuse \| Pays \| Équipe \| Temps \| \| ------------------ \| -------------------- \| ------------------ \| ------------------ \| ------------------ \| \| 1re \| Ellen van Dijk \| Pays-Bas \| Pays-Bas \| 40 min 33 s \| \| 2e \| Ann-Sophie Duyck \| Belgique \| Belgique \| + 58 s \| \| 3e \| Anna van der Breggen \| Pays-Bas \| Pays-Bas \| + 1 min 04 s \| \| 4e \| Lucinda Brand \| Pays-Bas \| Pays-Bas \| + 1 min 59 s \| \| 5e \| Martina Ritter \| Autriche \| Autriche \| + 2 min 06 s \| \| 6e \| Eugenia Bujak \| Pologne \| Pologne \| + 2 min 14 s \| \| 7e \| Katarzyna Pawłowska \| Pologne \| Pologne \| + 2 min 23 s \| \| 8e \| Olga Zabelinskaïa \| Russie \| Russie \| + 2 min 29 s \| \| 9e \| Olga Shekel \| Ukraine \| Ukraine \| + 2 min 39 s \| \| 10e \| Julie Norman Leth \| Danemark \| Danemark \| + 2 min 50 s \| |                      |          |          |              |
| |                      |          |          |              |
| Source : ProCyclingStats |                      |          |          |              |
| Classement général |                      |          |          |              |
| Coureuse | Coureuse             | Pays     | Équipe   | Temps        |
| 1re | Ellen van Dijk       | Pays-Bas | Pays-Bas | 40 min 33 s  |
| 2e | Ann-Sophie Duyck     | Belgique | Belgique | + 58 s       |
| 3e | Anna van der Breggen | Pays-Bas | Pays-Bas | + 1 min 04 s |
| 4e | Lucinda Brand        | Pays-Bas | Pays-Bas | + 1 min 59 s |
| 5e | Martina Ritter       | Autriche | Autriche | + 2 min 06 s |
| 6e | Eugenia Bujak        | Pologne  | Pologne  | + 2 min 14 s |
| 7e | Katarzyna Pawłowska  | Pologne  | Pologne  | + 2 min 23 s |
| 8e | Olga Zabelinskaïa    | Russie   | Russie   | + 2 min 29 s |
| 9e | Olga Shekel          | Ukraine  | Ukraine  | + 2 min 39 s |
| 10e | Julie Norman Leth    | Danemark | Danemark | + 2 min 50 s |